# Delia Fiallo
Delia Fiallo (Havana, 4 de julho de 1924 – Miami, 29 de junho de 2021) foi uma escritora e roteirista cubana, residia em Miami, nos Estados Unidos.
Começou a escrever radiotelenovela em Havana, no ano de 1949. Sua primeira telenovela adaptada foi Soraya, transmitida em Cuba no ano de 1957.

## Telenovelas

### Telenovelas originais
- El ángel perverso
  - Lucecita.... Venezuela (1967)
  - Estrellita, esa pobre campesina.... Argentina (1968)
  - Lucecita.... Venezuela (1972)
  - Lucecita.... Argentina (Filme) (1976)
  - Estrellita mía.... Argentina (1987)
  - Lucerito.... Colômbia (1992)
  - Luz María.... Peru (1998)
- La señorita Elena
  - La señorita Elena.... Venezuela (1967)
  - La señorita Elena.... Venezuela (1974)
  - Atrévete.... Venezuela (1988)
  - Vivo por Elena.... México (1998)
- Tu mundo y el mío
  - Rosario.... Venezuela (1968)
  - Emilia.... Venezuela (1979)
  - Tu mundo y el mío.... Argentina (1987)
  - Fabiola.... Venezuela (1989)
  - Gardenia.... Venezuela (1990) (parte)
  - Paloma.... Colombia (1994)
  - María Emilia, querida.... Peru (1999)
- Lisa, mi amor
  - Lisa, mi amor.... Venezuela (1970)
  - Buenos días, Isabel.... Venezuela (1980)
  - Inés Duarte, Secretaria.... Venezuela (1990)
  - Secretos del Alma.... México (2008)
  - Amor Secreto.... Venezuela (2015)
- Topacio
  - Esmeralda.... Venezuela (1970)
  - Topacio.... Venezuela (1984)
  - Esmeralda.... México (1997)
  - Esmeralda.... Brasil (2004)
  - Sin Tu Mirada.... México (2017)
- Maria Teresa
  - María Teresa.... Venezuela (1972)
  - Primavera.... Venezuela (1988)
  - Rosangelica.... Venezuela (1993)
  - Rosalinda.... México (1999)
  - Rosalinda.... Filipinas (2009)
- Peregrina
  - Peregrina.... Venezuela (1973)
  - La muchacha del circo.... Venezuela (1988)
  - Kassandra.... Venezuela (1992)
  - Peregrina.... México (2005)
- Una Muchacha llamada Milagros
  - Una muchacha llamada Milagros.... Venezuela (1974)
  - Mi amada Beatriz.... Venezuela (1987)
  - Cuidado con el ángel.... México (2008)
- Mariana de la noche
  - Mariana de la noche.... Venezuela (1975)
  - Selva María.... Venezuela (1988)
  - Mariana de la noche.... México (2003)
- La Zulianita
  - La Zulianita.... Venezuela (1977)
  - María de nadie.... Argentina (1986)
  - Maribel.... Venezuela (1989)
  - Morelia.... México-EE.UU. (1994)
  - Un refugio para el amor.... México (2012)
- Rafaela
  - Rafaela.... Venezuela (1977)
  - Roberta.... Venezuela (1987)
  - Alejandra.... Venezuela (1994)
  - Rafaela... México (2011)
- Maria del mar
  - María del Mar.... Venezuela (1978)
  - Mar de Amor.... México (2009)
- Ligia Sandoval
  - Ligia Sandoval.... Venezuela (1981)
  - Todo por tu amor.... Venezuela (1997)
- Mi Mejor Amiga
  - Mi mejor amiga.... Venezuela (1981)
- La Heredera
  - La Heredera.... Venezuela (1981)
  - Adorable Mónica.... Venezuela (1990)
  - Guadalupe.... EE.UU.-España (1994)
  - Milagros.... Peru (2000)
- Querida Mamá
  - Querida mamá.... Venezuela (1982)
  - Marielena.... EEUU-España (1993)
  - Soledad.... Peru (2001)
- Leonela
  - Leonela.... Venezuela (1983)
  - Leonela.... Peru (1997)
- Cristal
  - Cristal.... Venezuela (1985)
  - Bellísima... Venezuela (1991)
  - El privilegio de amar.... México (1998)
  - Cristal.... Brasil (2006)
  - Triunfo del Amor.... México (2010)
  - Los Hilos del Pasado...México (2025)
- La mujer que no podía amar
  - Monte calvario.... México (1986)
  - Te sigo amando.... México (1997)
  - La que no podía amar.... México (2011)
  - Amanecer.... México (2025)

## Adaptações para o Brasil
- Esmeralda - Brasil (2004)
- Cristal - Brasil (2006)

## Morte
Nos últimos anos, sua saúde começou a se complicar demais devido à idade avançada em que foi submetido a várias operações e tratamentos.
Em 29 de junho de 2021, ela morreu aos 96 anos em Coral Gables cercada por sua família. 6 dias antes de seu aniversário de 97 anos em 4 de julho de 2021